# إدوارد أ. كروغ
إدوارد أ. كروغ (بالإنجليزية: Edward A. Krug)‏ هو مؤرخ أمريكي، ولد في 26 سبتمبر 1911، وتوفي في 30 يوليو 1979.